# 1252 Celestia
1252 Celestia (1933 DG) là một tiểu hành tinh vành đai chính được Fred Lawrence Whipple ở Harvard phát hiện vào ngày 19 tháng 2 năm 1933. Celestia được đặt theo tên mẹ của Whipple, bà Celestia MacFarland Whipple.